# Кшистек Вальдимар
Вальдемар Кшистек (пол. Waldemar Krzystek; нар. 23 листопада 1953) — польський кінорежисер та сценарист.

## Біографія
Вальдемар Кшистек народився 23 листопада 1953 року у Польщі. Здобув Середню освіту у I загальноосвітньому ліцеї імені Тадеуша Костюшка у Легниці. Вивчав полоністику у Вроцлавському університеті. Пізніше навчався режисурі на факультеті радіо та телебачення Сілезького університету, який закінчив у 1981 році.
У 1984 році Вальдемар Кшистек зняв для телебачення фільм жахів «Рідвоство». Перший повнометражний фільм «Відстрочка» (1986) отримав Бронзових левів за найкращий режисерський дебют на Фестивалі польського кіно у Гданську та низку інших національних нагород. Фільм «Викинуті з життя» (1992) приніс Вальдемару Кшистеку міжнародну славу, отримавши приз ФІПРЕССІ за найкращий фільм та приз журі на Кінофестивалі у Сан-Себастьяні. Серед інших повнометражних картин — «Останній пором» (1989), «Польська смерть» (1994), «Без жалості» (2000).
Знятий у 2008 році Вальдемаром Кшистеком фільм «Мала Москва» відзначений головною премією «Золоті леви» на Фестивалі польського кіно у Гдині та став найпопулярнішою стрічкою польського прокату. У 2009 році фільм отримав Польську кінопремію «Орли» за найкращий сценарій та Приз глядацьких симпатій 31 Московського міжнародного кінофестивалю.